# Nicklas Jensen
Nicklas Jensen (* 16. März 1993 in Herning) ist ein kanadisch-dänischer Eishockeyspieler, der seit Mai 2022 bei den SC Rapperswil-Jona Lakers aus der Schweizer National League unter Vertrag steht und dort auf der Position des rechten Flügelstürmers spielt. Zuvor war Jensen unter anderem für die Vancouver Canucks und New York Rangers in der National Hockey League (NHL) sowie deren Farmteams in der American Hockey League (AHL) aktiv.

## Karriere
Jensen, dessen in Kanada geborener Vater Dan im Jahr 1989 nach Dänemark wechselte und später auch die dänische Staatsangehörigkeit annahm, kam 1993 in Herning zur Welt. Dort spielte er in seiner Jugendzeit in der Eishockey-Nachwuchsabteilung von Herning IK. Für diesen Klub hatte auch sein Vater seine gesamte Profikarriere in Dänemark absolviert. Zudem spielte er bis zu seinem 14. Lebensjahr auch Fußball.
Bereits im Alter von 15 Jahren kam Nicklas Jensen in der U20-Auswahl von Herning IK zu dauerhaften Einsätzen. In der Saison 2008/09 erreichte er in 28 Spielen 28 Tore sowie weitere 15 Torvorlagen. Zwei weitere Einsätze mit einem Torerfolg folgten in den Play-offs. Sein Ausnahmetalent wurden seitens des Klubs mit der erstmaligen Berufung in die zweite Seniorenmannschaft prämiert. Dort spielte er in der zweitklassigen 1. division in vier Spielen und erzielte drei Tore. Die Danmarks Ishockey Union, der dänische Eishockeyverband, zeichnete ihn am Saisonende als besten U17-Stürmer des Landes aus.

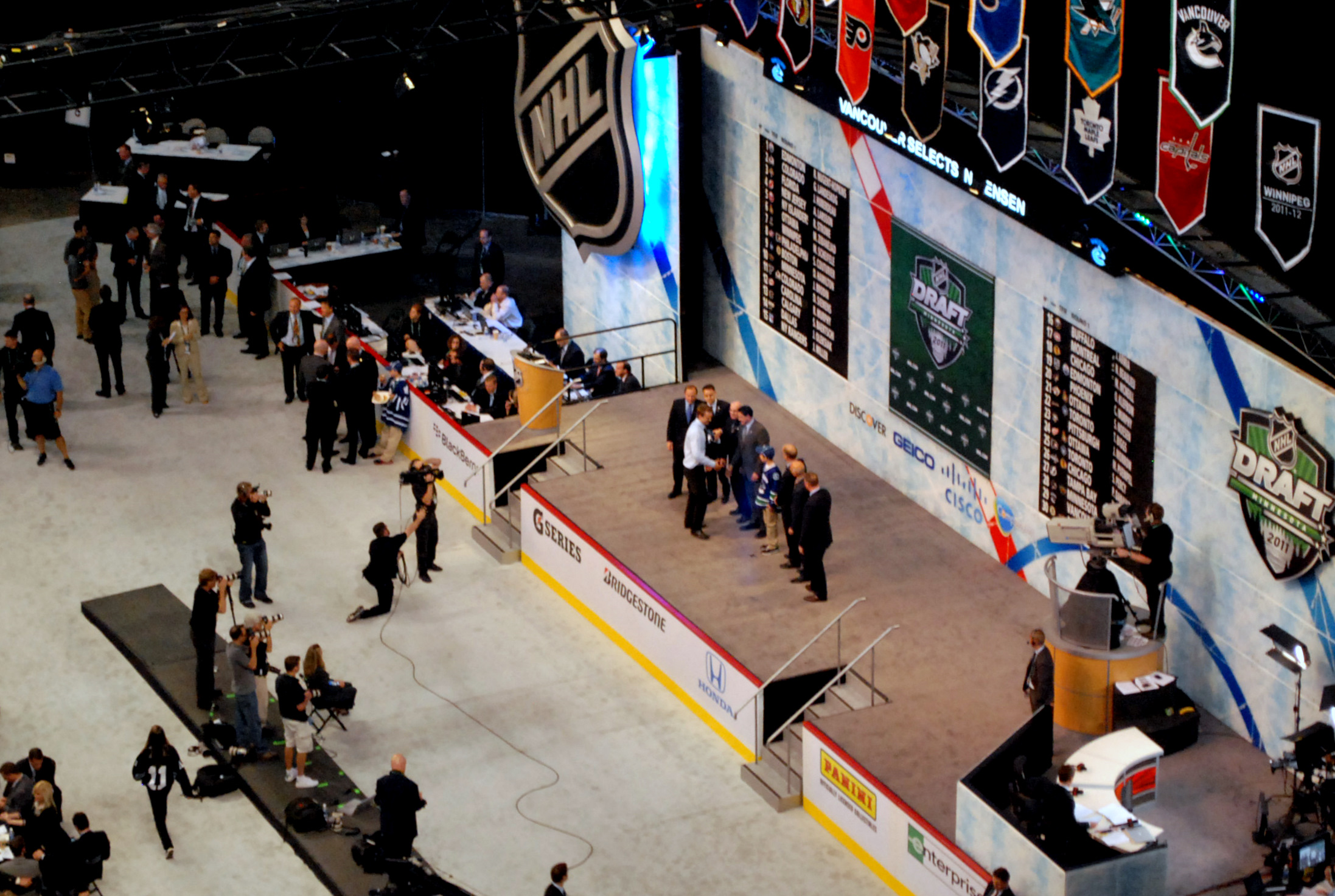
Jensen mit Verantwortlichen der Vancouver Canucks auf der Bühne des NHL Entry Draft 2011

Vor Beginn der Spielzeit 2009/10 wurde Jensen in den Kader der ersten Seniorenmannschaft, die in der AL-Bank Ligaen beheimatet war, aufgenommen. Der Stürmer kam in 34 der 36 Saisonspiele zum Einsatz und verbuchte dabei 26 Punkte, womit er hinter Thor Dresler zweitbester Scorer des Klubs war. In den Play-offs, die den Blue Fox den dritten Platz in der Meisterschaft sicherten, folgten weitere zehn Punkte in zehn Partien. Am Ende der Spielzeit erhielt Jensen die Ligaauszeichnung zum Rookie des Jahres. Das Talent des Angreifers war auch den Scouts der Canadian Hockey League nicht verborgen geblieben und so wählten ihn die Oshawa Generals im Juni 2010 in der ersten Runde des CHL Import Draft 2010 an der achten Position aus.
Der gebürtige Däne schloss sich daraufhin im Sommer 2010 den Generals an und absolvierte dort seine erste Spielzeit in der Ontario Hockey League. Diese beendete er mit einer Nominierung zum CHL Top Prospects Game im Januar 2011, der Ernennung ins Second All-Rookie Team der OHL und 58 Punkten in 61 Spielen. In den zehn Spielen bis zum Ausscheiden in der zweiten Runde der Play-offs gegen die Niagara IceDogs kamen weitere elf Punkte hinzu. Folglich wurde Jensen im NHL Entry Draft 2011 in der ersten Runde an 29. Stelle von den Vancouver Canucks ausgewählt. Ende September 2011 wurde der Power Forward ins Trainingslager der Canucks eingeladen und unterzeichnete umgehend einen Einstiegsvertrag für die National Hockey League mit einer Laufzeit von drei Jahren. Zu Beginn des Monats Oktober schickte ihn das Management Vancouvers zur weiteren Entwicklung zurück zu den Oshawa Generals in die OHL.
Nach dem Ausscheiden der Generals aus den OHL-Playoffs wurde Jesen im Frühjahr 2012 in den Kader des Farmteams Chicago Wolves aus der American Hockey League berufen und gab dort im Spiel gegen die Houston Aeros sein Debüt. Im letzten Hauptrundenspiel gegen die Peoria Rivermen erzielte der Däne beim 4:2-Sieg einen Hattrick. Im Sommer 2013 wurde er nach zum AIK in die Elitserien ausgeliehen und markierte dort in der Saison 2013/14 insgesamt 23 Scorerpunkte in 50 Partien, wofür als bester Scorer unter den Juniorenspielern der Liga ausgezeichnet wurde. Nach dem Saisonende in Schweden kehrte der Angreifer im März 2013 nach Nordamerika zurück und wurde einen Monat später aufgrund von zahlreicher verletzter Spieler in den NHL-Kader der Vancouver Canucks berufen. Kurz darauf gab Jensen im Spiel gegen die San Jose Sharks sein Debüt in der höchsten Spielklasse Nordamerikas, bevor er nach einem weiteren Spiel erneut in die AHL zu den Chicago Wolves geschickt wurde. Das folgende Jahr verbrachte der Linksschütze zum Großteil beim neuen Farmteam der Canucks, den Utica Comets, kam im Laufe der Saison jedoch auf 17 NHL-Einsätze für die Canucks und schoss dabei im März 2014 gegen die New York Islanders sein erstes Tor.
Im Januar 2016 wurde Jensen im Austausch gegen Emerson Etem und einen Draft Pick innerhalb der Liga zu den New York Rangers transferiert. Bei den Rangers kam er in eineinhalb Jahren auf nur sieben NHL-Einsätze und verbrachte den Großteil der Zeit beim Hartford Wolf Pack in der AHL. In der Folge wurde sein auslaufender Vertrag nach der Spielzeit 2016/17 nicht verlängert, sodass er sich im Juli 2017 den Jokerit aus der Kontinentalen Hockey-Liga anschloss. Bei Jokerit gehörte er in den folgenden fünf Jahren zu den Leistungsträgern. Im Februar 2022 zog sich Jokerit vom Spielbetrieb der KHL zurück. Zur Saison 2022/23 wurde Jensen von den SC Rapperswil-Jona Lakers aus der Schweizer National League verpflichtet.

### International

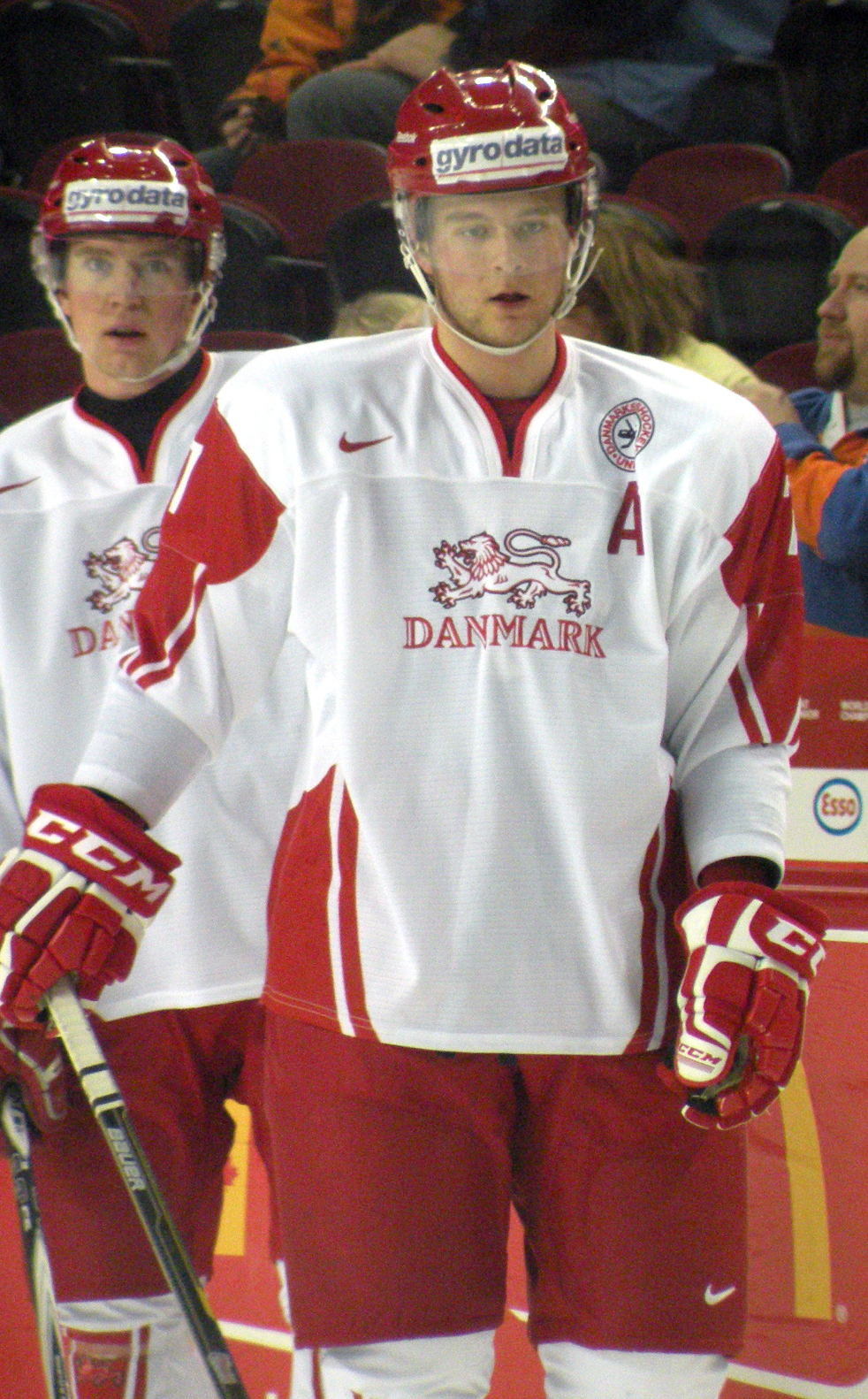
Jensen im Trikot der dänischen Nationalmannschaft (2012)

Jensen vertrat sein Geburtsland Dänemark bei den U18-Junioren-Weltmeisterschaften der Division I 2009 und 2010. Für die U20-Junioren spielte er bei den U20-Junioren-Weltmeisterschaften der Division I 2010 und 2011 sowie nach dem gelungenen Aufstieg bei der U20-Junioren-Weltmeisterschaft 2012.
Bei der U18-Junioren-Weltmeisterschaft der Division I 2010 wurde er zum besten Stürmer der Gruppe A sowie zum besten Spieler seiner Mannschaft gewählt. Mit 13 Toren war er zudem bester Torschütze des Turniers und mit 15 Scorerpunkten hinter dem Norweger Sondre Olden zweitbester Punktesammler. Die U20-Junioren-Weltmeisterschaft 2012 schloss Jensen als bester Scorer des dänischen Teams ab, das in die Division I abstieg.
Für die dänische Herren-Auswahl spielte er erstmals im Februar 2013 beim Qualifikationsturnier für die Olympischen Winterspiele 2014 in Sotschi, bei dem die Dänen trotz des Heimvorteils – das Turnier fand in Vojens statt – hinter Slowenien und Belarus lediglich den dritten und damit vorletzten Platz belegten. In der Folge nahm er mit den Skandinaviern an den Weltmeisterschaften der Jahre 2013, 2014, 2016, 2018, 2019, 2023 und 2025 in der Top-Division teil. Des Weiteren stand Jensen auch im Kader für die Olympia-Qualifikationsturniere in Peking 2022 und Mailand 2026 sowie den Olympischen Winterspielen 2022 selbst.

## Erfolge und Auszeichnungen
| - 2009 Bester Stürmer der dänischen U17-Meisterschaft - 2010 AL-Bank Ligaen Rookie des Jahres - 2011 Teilnahme am CHL Top Prospects Game | - 2011 OHL Second All-Rookie-Team - 2017 Teilnahme am AHL All-Star Classic |

### International
- 2010 Bester Stürmer der U18-Junioren-Weltmeisterschaft der Division I, Gruppe A
- 2010 Bester Torschütze der U18-Junioren-Weltmeisterschaft der Division I, Gruppe A
- 2011 Aufstieg in die Top-Division bei der U20-Junioren-Weltmeisterschaft der Division I, Gruppe B

## Karrierestatistik
Stand: Ende der Saison 2024/25

### International
Vertrat Dänemark bei:
| - U18-Junioren-Weltmeisterschaft der Division I 2009 - U20-Junioren-Weltmeisterschaft der Division I 2010 - U18-Junioren-Weltmeisterschaft der Division I 2010 - U20-Junioren-Weltmeisterschaft der Division I 2011 - U20-Junioren-Weltmeisterschaft 2012 - Weltmeisterschaft 2013 - Qualifikationsturnier für die Olympischen Winterspiele 2014 - Weltmeisterschaft 2014 | - Weltmeisterschaft 2016 - Weltmeisterschaft 2018 - Weltmeisterschaft 2019 - Qualifikationsturnier für die Olympischen Winterspiele 2022 - Olympischen Winterspielen 2022 - Weltmeisterschaft 2023 - Qualifikationsturnier für die Olympischen Winterspiele 2026 - Weltmeisterschaft 2025 |

(Legende zur Spielerstatistik: Sp oder GP = absolvierte Spiele; T oder G = erzielte Tore; V oder A = erzielte Assists; Pkt oder Pts = erzielte Scorerpunkte; SM oder PIM = erhaltene Strafminuten; +/− = Plus/Minus-Bilanz; PP = erzielte Überzahltore; SH = erzielte Unterzahltore; GW = erzielte Siegtore; 1 Play-downs/Relegation; Kursiv: Statistik nicht vollständig)